# Nola Luxford
Nola Luxford OBE QSM (nacida como Adelaide Minola Pratt; 23 de diciembre de 1895 – 10 de octubre de 1994) fue una actriz de cine estadounidense nacida en Nueva Zelanda, desde el cine mudo hasta los años treinta. Durante los Juegos Olímpicos de Verano de 1932 en Los Ángeles, también fue escritora y locutora pionera, ofreciendo un programa de radio diario para audiencias de Australia y Nueva Zelanda.

## Primeros años
Nacida como Adelaide Minola Pratt en Hunterville, Nueva Zelanda, el 23 de diciembre de 1895, y criada en Hastings, Luxford era la mayor de los tres hijos de Adelaide Agnes McGonagle, maestra de escuela, y Ernest Augustus Pratt, pañero.

## Auto-ajustes
Ella más tarde:
- Invirtió su nombre y su segundo nombre[1][3]
- Cambió su fecha de nacimiento para que coincida con la de su padre (que nació el 24 de diciembre).[4]
- Redujo seis años su edad[1][3][4]
- Cambió su lugar de nacimiento a Auckland (en su petición de nacionalidad estadounidense)

## Carrera
En 1919 se marchó a Hollywood para hacer carrera como actriz de cine. Tenía 23 años y estaba decidida a destacar tras un escándalo familiar en Nueva Zelanda. Su primera aparición en el cine fue en la película de 1920 The Tiger's Coat. Entre 1920 y 1927 participó en trece películas, en las que actuó junto a actores como Bill Cody, Jack Holt y Carmel Myers. En 1932 realizó un reportaje radiofónico diario de una hora sobre los Juegos Olímpicos de Los Ángeles para Nueva Zelanda y Australia, retransmitido por radio de onda corta. Entre 1932 y 1935 hizo seis apariciones en el cine, de las cuales las únicas dignas de mención fueron The Iron Master (protagonizada por Reginald Denny) y Lost in Limehouse (protagonizada por Laura La Plante), ambas en 1933. Después de 1935 se retiró y se instaló en Pasadena, California.

## Carrera discográfica
Fundó el Anzac Club of New York y, gracias a sus emisiones radiofónicas en tiempos de guerra, llegó a ser conocida como el "Angel of the Anzacs". Recibió la OBE por sus servicios.

## Vida personal
Su primer marido, Maurice George "Maurie" Luxford, con quien se casó en 1919, falleció. Se casó, en segundas nupcias, con William Bauernschmidt. Se casó con su tercer marido, Glenn Russell Dolberg, en 1959; éste falleció en 1977. Se nacionalizó estadounidense el 12 de noviembre de 1928. Siguió viviendo en Pasadena, California, donde falleció el 10 de octubre de 1994, a la edad de 98 años. Le sobreviven cinco sobrinas y un sobrino.

## Filmografía parcial
| - The Tiger's Coat (1920) como Clare Bagsby - The Mad Marriage (1921) como Bob - Opened Shutters (1921) como Edna Derwent - The Flying Dutchman (1923) como Melissa - Rouged Lips (1923) como Mamie Dugan - The House of Youth (1924) como chica de la sociedad - Girl Shy (1924) como chica vampira (sin acreditar) - The Prince of Pep (1925) como Marion Ward - Border Justice (1925) como Mary Maitland | - That Devil Quemado (1925) como Conchita Rameriz - Forlorn River (1926) como Magda Lee - The Meddlin' Stranger (1927) como Mildred Crawford - Ladies Beware (1927) como Jeannie - King of the Herd (1927) como Nancy Dorance - Lost in Limehouse (cortometraje) (1933) como Diana - The Ironmaster (1933) como Diana - Kind Lady (1935) como Rose |

## Lectura adicional
- Carole Van Grondelle, Angel of the Anzacs, Victoria University Press (1 de junio de 2001); ISBN/SKU: 9780864733979